# Pesquisa e desenvolvimento

Ciclo de pesquisa e desenvolvimento

Gastos em pesquisa e desenvolvimento como parcela do PIB (2015)

Pesquisa e desenvolvimento (P&D ou P+D), conhecido na Europa como Investigação e desenvolvimento tecnológico (IDT), é o conjunto de atividades inovadoras realizadas por corporações ou governos no desenvolvimento de novos serviços ou produtos e na melhoria dos já existentes. A pesquisa e o desenvolvimento constituem a primeira fase de desenvolvimento de um potencial novo serviço ou do processo de produção.
As atividades de P&D diferem de instituição para instituição, com dois modelos principais de um departamento de P&D, composto por engenheiros e encarregado de desenvolver novos produtos diretamente, ou composto por cientistas industriais e encarregado de pesquisa aplicada em campos científicos ou tecnológicos, o que pode facilitar desenvolvimento futuro do produto. A P&D difere da grande maioria das atividades corporativas, pois não se destina a gerar lucro imediato e geralmente traz maior risco e incerto retorno sobre o investimento. No entanto, a P&D é crucial para a aquisição de maiores quotas de mercado através da comercialização de novos produtos. Há também a sigla P&D&I, que significa pesquisa, desenvolvimento e inovação.

## Contexto
O design e o desenvolvimento de novos produtos geralmente são fatores cruciais para a sobrevivência de uma empresa. Em um cenário industrial global que está mudando rapidamente, as empresas devem revisar continuamente seu design e variedade de produtos. Isso também é necessário devido à concorrência acirrada e à evolução das preferências dos consumidores. Sem um programa de P&D, uma empresa deve contar com alianças estratégicas, aquisições e redes para explorar as inovações de outras.
Um sistema orientado pelo marketing é aquele que coloca as necessidades do cliente em primeiro lugar e produz bens que são conhecidos por vender. É realizada uma pesquisa de mercado, que estabelece as necessidades dos consumidores e o nicho de mercado potencial de um novo produto. Se o desenvolvimento é impulsionado pela tecnologia, a P&D é direcionada para o desenvolvimento de produtos para atender às necessidades não atendidas.
Em geral, as atividades de pesquisa e desenvolvimento são conduzidas por unidades ou centros especializados pertencentes a uma empresa, ou podem ser terceirizados para uma organização de pesquisa contratada, universidades ou agências estatais. No contexto do comércio, "pesquisa e desenvolvimento" normalmente se refere a atividades de longo prazo orientadas para o futuro em ciência ou tecnologia, usando técnicas semelhantes à pesquisa científica, mas direcionadas aos resultados desejados e com amplas previsões de rendimento comercial.